# Canon de 47 mm de marine
Pour les articles homonymes, voir Canon de 47 mm.
 (mars 2018).

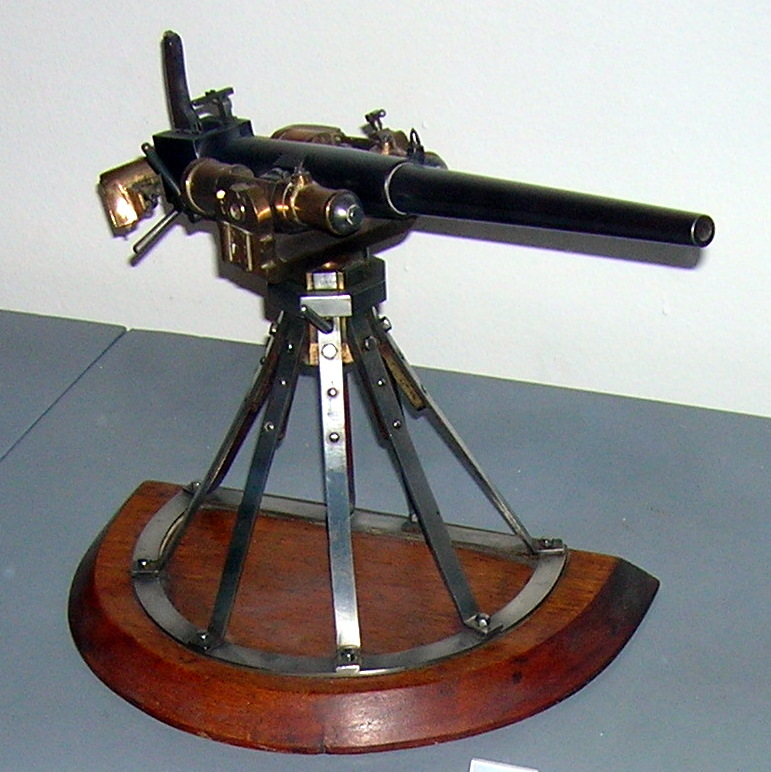
Maquette d'un canon de 47 mm à tir rapide, modèle 1885 (sur affût marine).

Le canon de 47 mm de marine Hotchkiss a été mis à disposition du ministère de la Guerre par la marine pour équiper certaines fortifications de la ligne Maginot.
En 1933, le ministère de la Marine propose à celui de la Guerre de lui céder, en l'état et à titre gratuit, plusieurs modèles de canons et leurs munitions qui ne sont plus utilisés :
- canon de 65 mm modèle 1881-91 ;
- canon de 65 mm modèle 1902 ;
- canons de 47 mm modèle 1885 ;
- canons de 47 mm modèle 1902.

Dans un premier temps, le ministère de la Guerre se dit intéressé seulement par les munitions du 47 mm modèle 1902 car elles pourront être utilisées dans le canon de 47 mm antichar modèle 1934, qui reprend les caractéristiques essentielles du canon de marine et qui est alors en cours d'étude. Il ne renonce cependant pas aux autres mais attend le développement d'un affût adapté.
Les régions militaires commençant à se préoccuper sérieusement de la menace des chars, les premiers canons de marine sont mis en place dès 1935 dans les casemates de défense antichar. 

Les canons de 47 modèle 1885 sont installés dans les secteurs fortifiés de Faulquemont et de Boulay tandis que ceux du modèle 1902 vont dans les secteurs de la Crusnes et de Thionville.

Les canons de 65 mm équipent, en arrière de la position de résistance, des cuves bétonnées à ciel ouvert afin de leur permettre de tirer tous azimuts.
Finalement, tous les canons proposés par la marine (au nombre de 725 pièces) sont récupérés et installés sur affût conique dans des casemates STG ou des fortifications de campagne dont l'embrasure n'est protégée que par un volet roulant .

Lors du retrait des troupes d'intervalle en juin 1940, tous ces canons sont sabotés et abandonnés sans avoir jamais tiré.

## Source
- Philippe Truttmann, La Muraille de France ou la Ligne Maginot, Gérard Klopp éditeur, 1985, p. 450-451.